# L'Antre des esprits
L'Antre des esprits je francouzský němý film z roku 1901. Režisérem je Georges Méliès (1861–1938). Film trvá zhruba tři minuty.

## Děj
Kouzelník posadí lidskou kostru na židli a přemění ji na živou ženu. Potom na ní ukazuje své triky a nechá ji zase proměnit v kostru, která začne tančit. Kostru odnese a zatímco pohybuje nábytkem pomocí své mysli, objeví se na místě duchové v ženské podobě. Kouzelník se je pokusí chytit, ale ženy jsou nehmotné a rychle zmizí. Kouzelník se pak ukloní, proletí stropem a vrátí se ze země. Na závěr ze sebe strhne oblečení, vezme si klobouk, zapálí si cigaretu, ukloní se a odejde.